# 马耳他造船厂

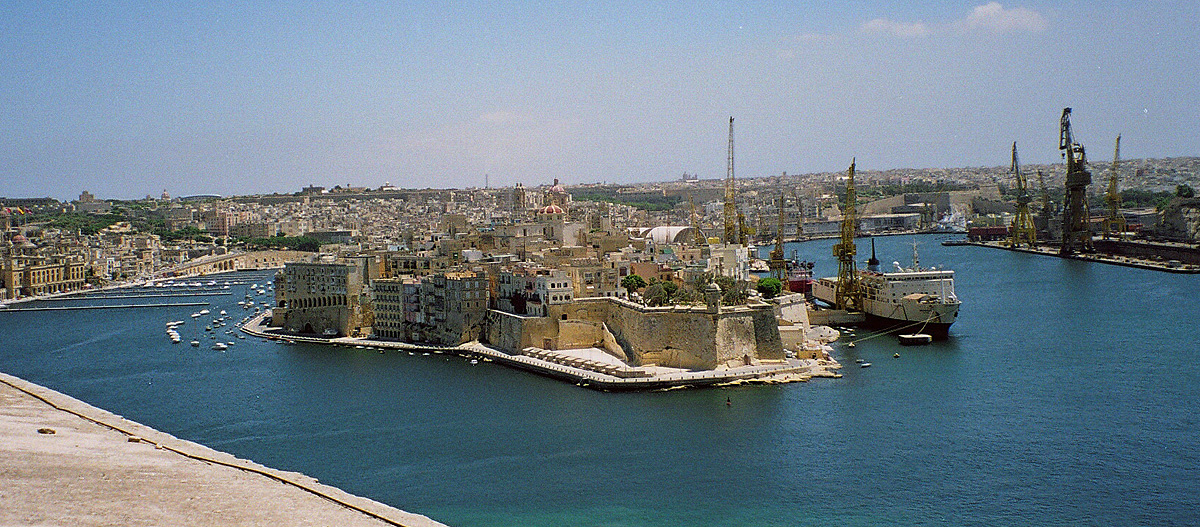
瓦莱塔港

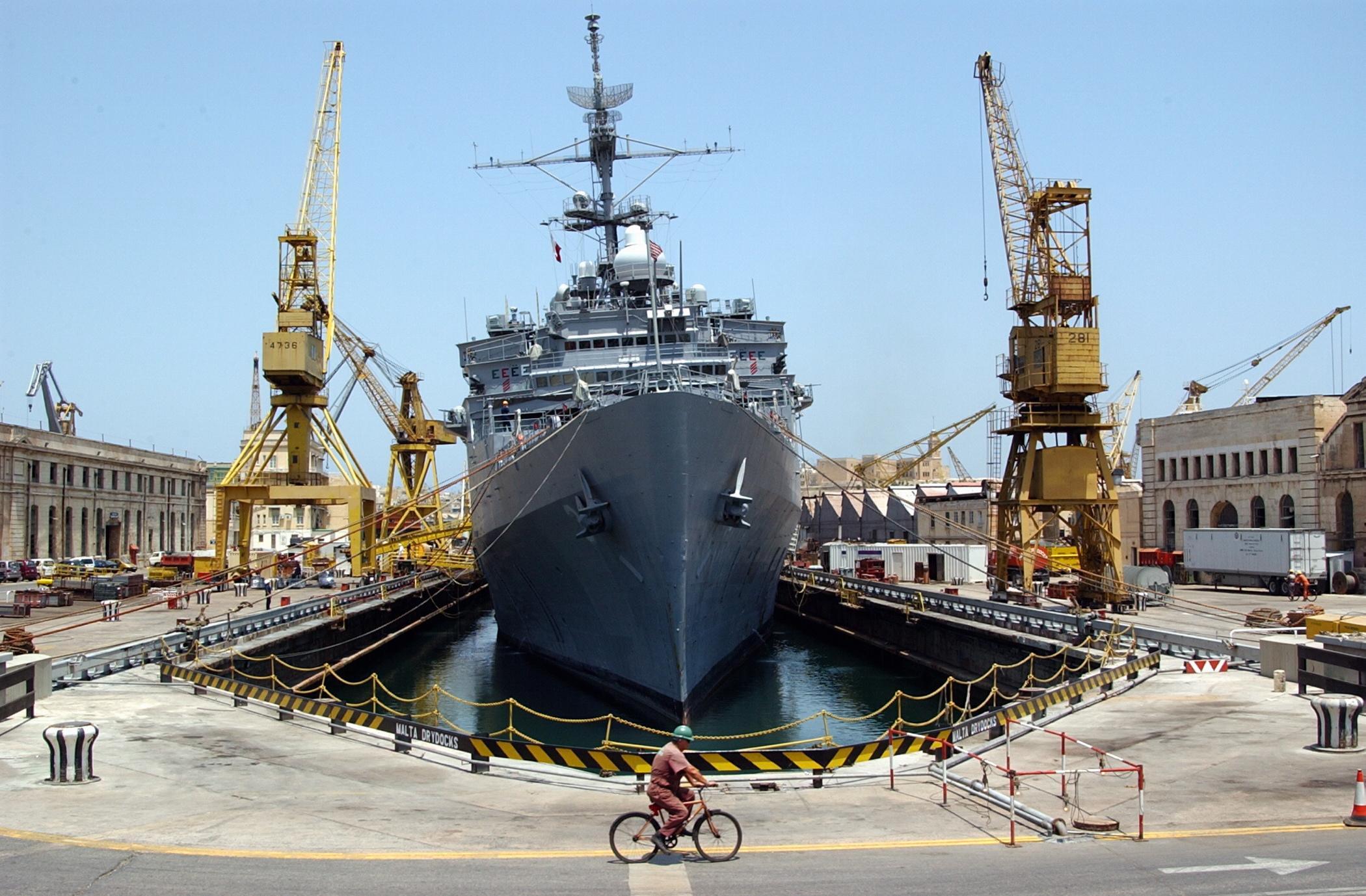
一名马耳他船厂工人在科斯皮库亚的拉萨号上工作了一天后骑着自行车回家

马耳他造船厂（Malta Dockyard）是位于地中海马耳他格兰德港的重要海军基地。仍在运行的基础设施现在由帕伦博船厂运营。

## 历史

### 1800年前
马耳他骑士团在格兰德港内建立了造船厂设施，以维持他们的桨帆船舰队。分布在森格莱阿、科斯皮夸和比尔古等城市之间。

### 19世纪

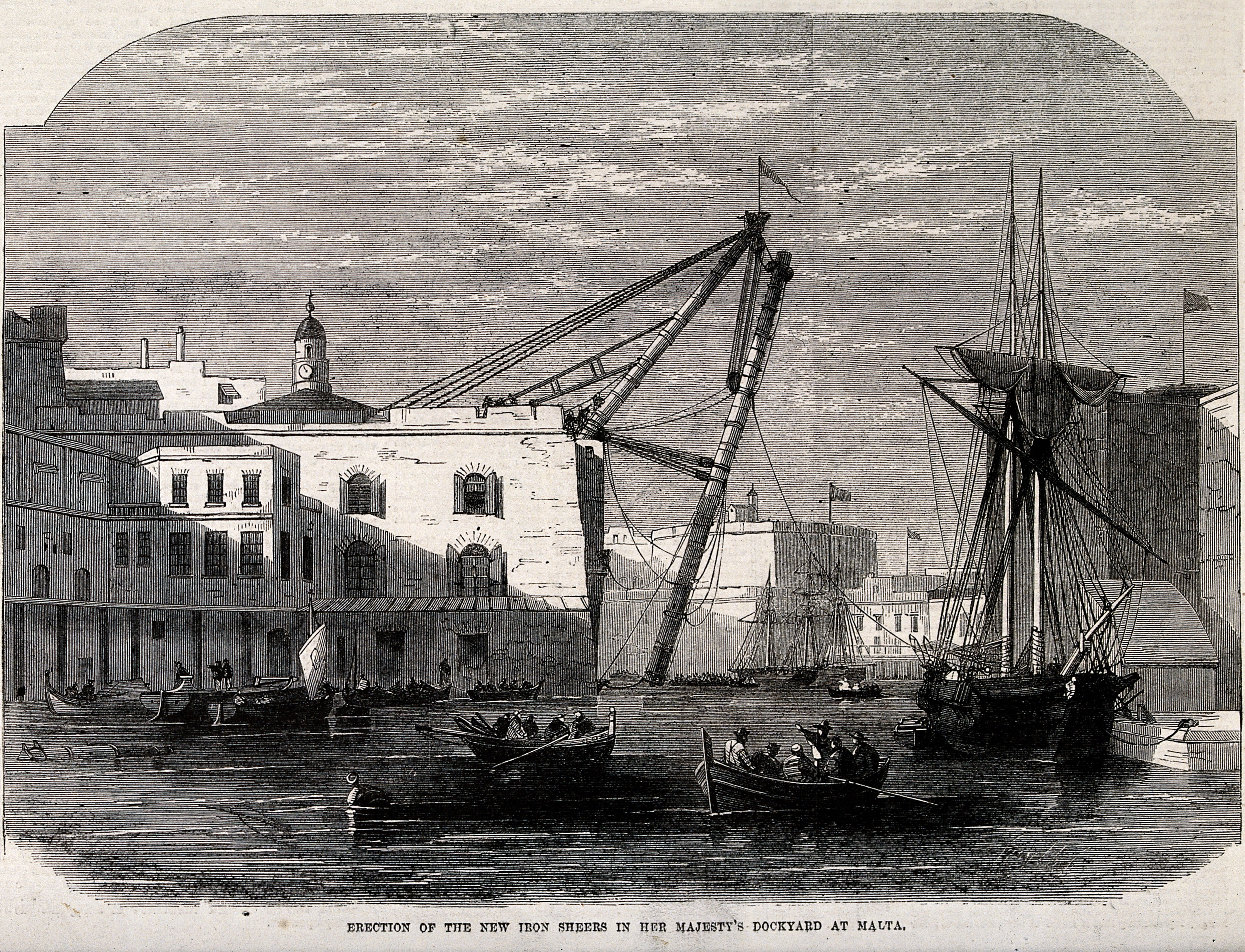
造船厂，马耳他，1865

当马耳他在1800年成为英国的保护国时，这些设施被皇家海军继承并逐渐得到巩固。随着梅诺卡岛的失利，马耳他迅速成为海军在地中海的主要基地。
皇家海军船坞最初位于博尔姆拉造船厂溪附近，占据了马耳他骑士团以前使用的几座造船厂建筑。到1850年，这些设施包括仓库、绳索厂、小型蒸汽工厂、食品供应设施、船厂官员的房屋，以及最著名的干船坞——第一个提供给英国以外的皇家造船厂。1844年开工，1847年干船坞启用；十年后扩建为双码头（一号、二号码头）。
在本世纪下半叶，蒸汽工厂及其机械车间和铸造厂得到了扩建。然而，很快，很明显需要更多的空间来容纳越来越大的船只和越来越大的舰队，而不是船坞河拥挤的码头所能承受的。于是决定向邻近的法国溪扩展，在1861年至1909年间，又在那里建造了五个干船坞——三个单船坞和一个双船坞，以及各种专门的建筑，为机械化海军服务。

### 20世纪

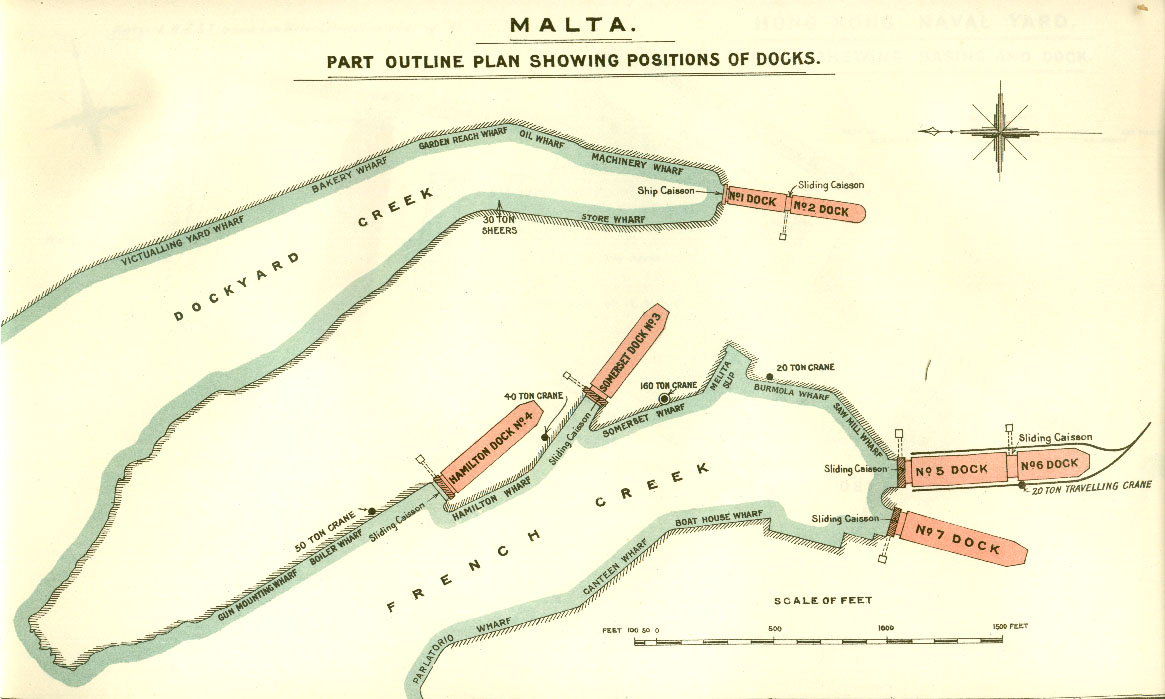
1909年的马耳他地图在 博尔姆拉内停靠1、2、5、6和7号码头，在森格莱阿侧翼停靠4和5号码头。

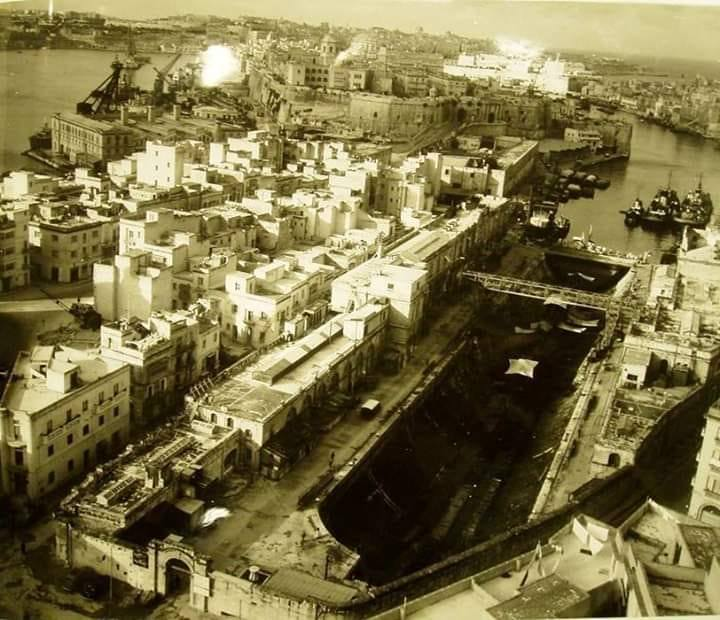
博尔姆拉的1号和2号码头（汉密尔顿码头）。

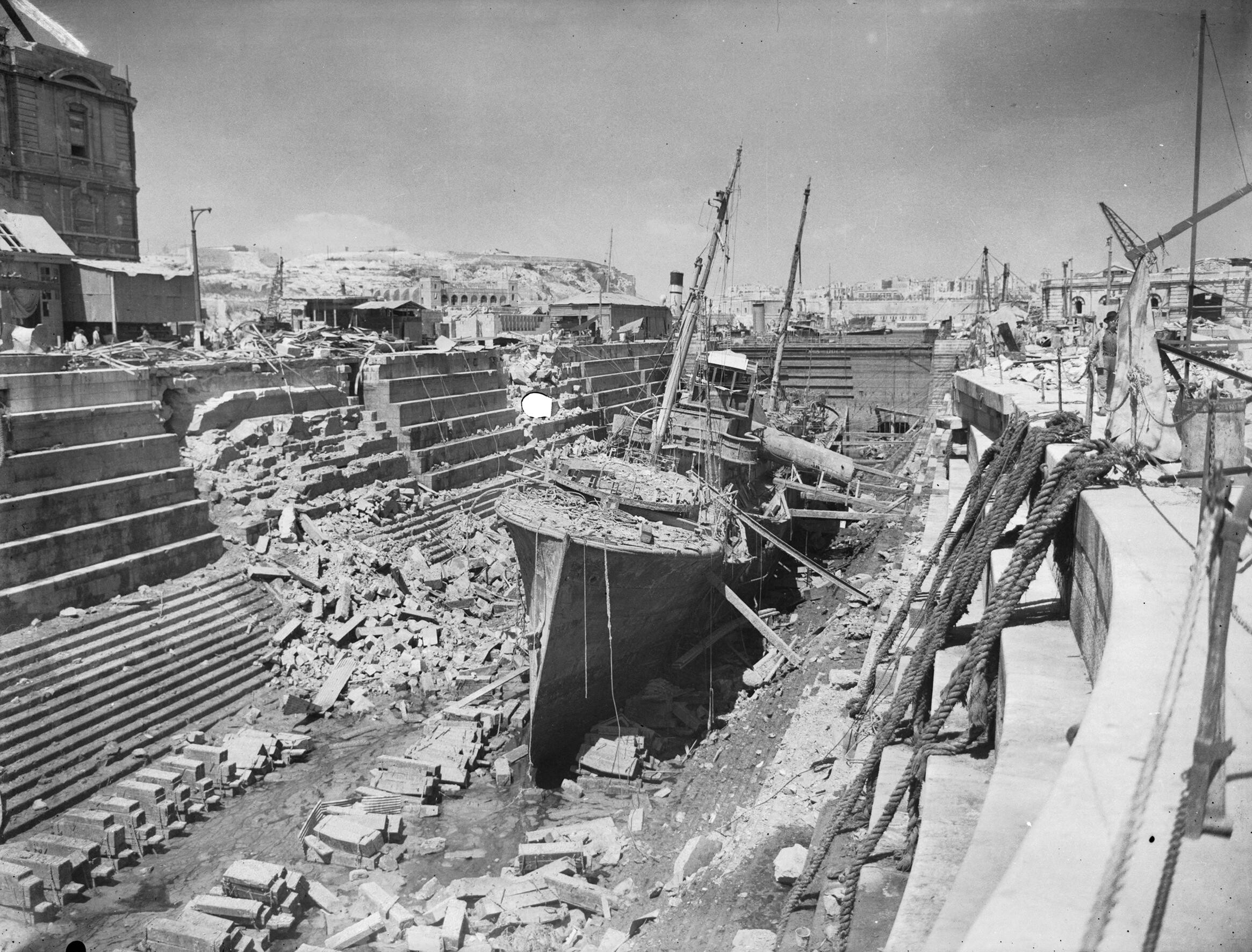
第二次世界大战期间，武装拖网渔船HMS在被炸弹损坏的3号干船坞（萨默塞特码头）内

船厂是第一次世界大战和第二次世界大战期间重要的补给基地。1941年1月，60架德国俯冲轰炸机对造船厂进行了大规模攻击，试图摧毁受损的英国航空母舰，但她只被一枚炸弹击中。整个3月，德国和意大利对马耳他进行了持续不断的轰炸，只有少数英国战士反击。然后在1942年4月，马耳他造船厂的海军上将总监报告说，由于德国对马耳他海军基地的空袭，“除了地下工厂外，几乎没有工厂在运作；所有码头都遭到破坏；电力、照明和电话基本上无法使用。“
1959年3月30日上午，造船厂移交给了南威尔士的拜利公司，这是一家民用修船和海事工程公司。前一天在瓦莱塔宫的红色国事厅举行的仪式上，在海军和文职官员面前，第四海务大臣将仪式钥匙交给了马耳他总督，然后由他将钥匙交给了拜利主席。当时的目的是“船厂将继续提供海军维修工作，随着商业活动的扩大，维修工作将会减少。”对船坞中剩余的海军工作的监督将由马耳他旗舰官员指导下的人员进行。
在拜利公司被马耳他政府剥夺财产后，到1968年2月，造船厂作为海军基地被关闭，皇家海军于1979年完全撤出。然后在1979年至1996年间由工人委员会管理，维修民用船只。

### 21世纪
2010年，马耳他船厂有限公司被清算，其资产被移交给帕伦博船厂。在其政府所有权的过程中，造船厂已累计亏损10亿欧元。2011年，帕伦博以30年的租约收购了邻近的“超级游艇”设施，其中包括一个带有可伸缩屋顶的干船坞。

## 图集
- 1号和2号码头旁的工厂建筑（1863年）
- 马耳他骑士团的加利仓库，1804年在其顶层增加了一个索道。
- 位于船坞河的谢尔堡的桅杆。
- 20世纪初的机器车间（左）和船棚（右）在7号码头和邻近的码头旁边。
- 前维库尔面包店大楼（1844年），现在是马耳他海事博物馆的所在地。
- 一个露台，是为船队船长建造的，在20世纪60年代之前一直为船坞的官员提供住所。

## 延伸阅读
- Macintyre, Donald, The Naval War Against Hitler, New York: Charles Scribner's Sons, 1971